# Sepia ivanovi
Sepia ivanovi är en bläckfiskart som beskrevs av Khromov 1982. Sepia ivanovi ingår i släktet Sepia och familjen Sepiidae. IUCN kategoriserar arten globalt som otillräckligt studerad. Inga underarter finns listade i Catalogue of Life.